# Турин, Василий Степанович

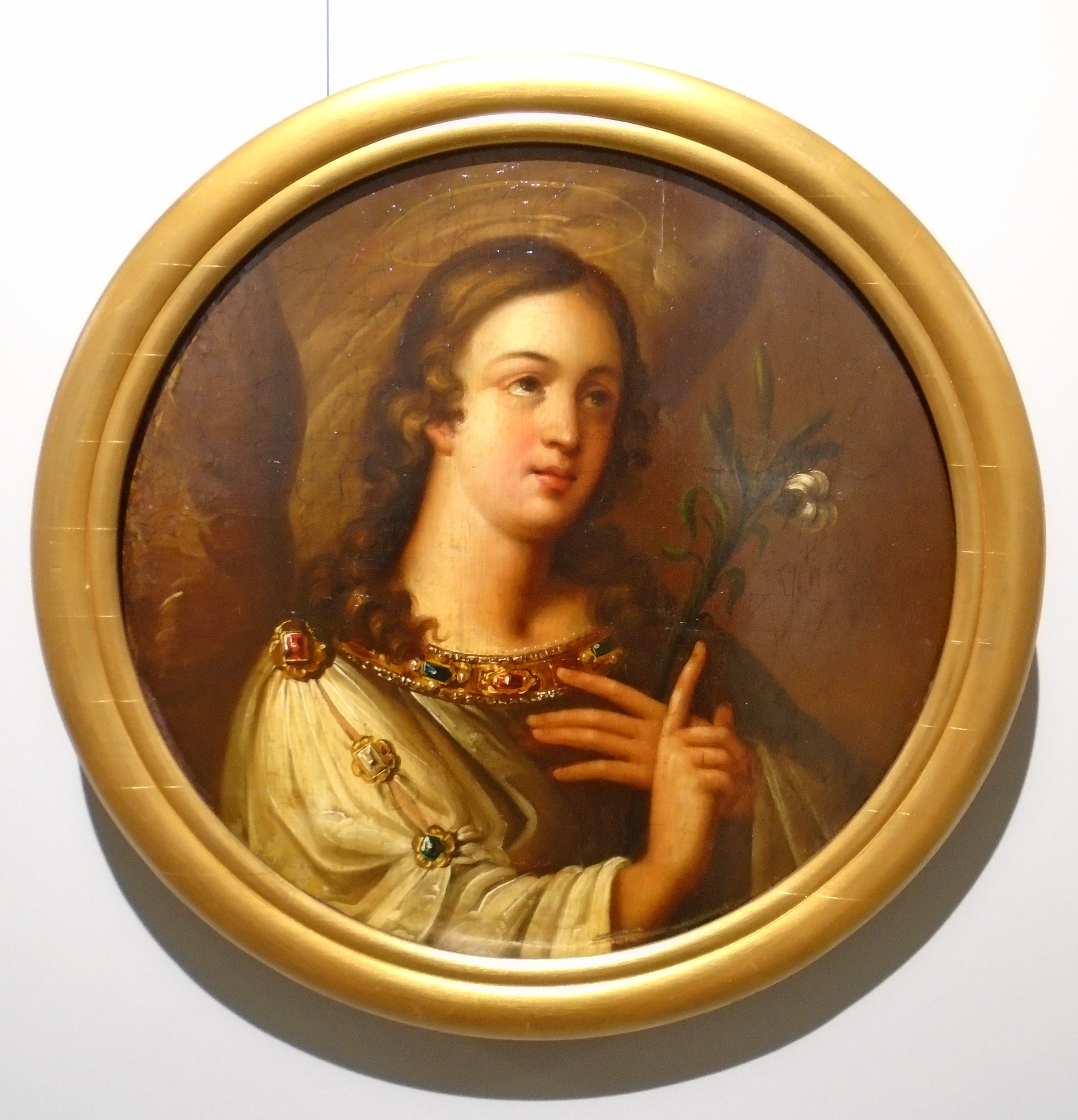
«Архангел Гавриил», В. С. Турин, 1810-е гг.

Василий Степанович Турин (1780, Арзамас — ?) — русский живописец, литограф и гравёр. Выпускник Арзамасской школы живописи. Друг и единомышленник основателя школы А. В. Ступина. В 1797—1801 гг. учился в Императорской Академии художеств в Санкт-Петербурге. Затем переехал в Казань и поступил на службу учителем рисования в Главное народное училище. Около 1815 г. основал в Казани Рисовальную школу, которая просуществовала до 1834 г. В свободное от преподавательской работы время занимался иконописью и офортом. В 1834 году издал в Москве альбом из восьми литографий «Перспективные виды Казани».